# Meister der Augsburger Malerbildnisse
Als Meister der Augsburger Malerbildnisse wird ein Maler und Zeichner benannt, der um 1500 vermutlich in Augsburg tätig war. Ungefähr zwanzig von ihm beispielsweise mit Kreide geschaffene Zeichnungen aus den Jahren 1502 bis 1515 sind erhalten. Es sind dies Porträts Augsburger Maler und ihrer Gehilfen und diese haben so dem selbst namentlich nicht bekannten Künstler seinen Notnamen gegeben. Die Namen der porträtierten Augsburger sind auf vierzehn Bildern erhalten. Außerdem wird dem Meister ein Ölgemälde zugeschrieben.

## Monogrammist BB
Da viele der Porträts der Augsburger Maler mit dem Monogramm BB versehen sind, ist ihr Zeichner auch als Monogrammist BB bekannt.

## Stil
Einige der vom Meister der Augsburger Malerbildnisse geschaffenen Porträts stehen der Arbeits- und Kompositionsweise der Porträtbilder des bedeutenden Augsburger Malers, Zeichners und Holzschneiders Hans Burgkmair nahe. Daher wird  manchmal eine Lehrzeit des Meisters in dessen Werkstatt vermutet.
Im Gegensatz zu den Porträts von Hans Holbein dem Älteren folgt der Zeichner der Augsburger Malerbildnisse schon stärker einem Einfluss der Darstellung des Individuums in der Renaissancemalerei. Die Malerbildnisse sind weniger einem formelhaften, noch an das ausgehende Mittelalter erinnernden Stil verpflichtet. Sie suchen eher die Persönlichkeit des dargestellten Menschen als Person und die offizielle Funktion des Dargestellten in den Mittelpunkt des Werkes zu stellen.

## Identifizierung
Aufgrund des Monogrammes BB wird vorgeschlagen, dass es sich beim Meister der Augsburger Malerbildnisse, genauer bei dem Künstler, der das Monogramm verwendete, um Barthel Beham oder um Leonhard Beck handeln kann, jedoch ist diese Zuordnung umstritten.

## Werkverzeichnis
Die meisten der dem Meister der Augsburger Malerbildnisse und Monogrammisten BB zugeordneten Werke befinden sich im Berliner Kupferstichkabinett und weiter beispielsweise in der Hamburger Kunsthalle und im Staatlichen Museum in Kopenhagen.
Ob das dem Meister der Augsburger Malerbildnisse zugeschriebene Ölbild aus seiner Hand stammt, ist nicht zweifelsfrei festzustellen, da es der Qualität und Kunstfertigkeit der Zeichnungen nicht gleichkommt.